# Phillips 66

Logo der früheren Marke US-Tankstellenkette Phillips 66 der Phillips Petroleum Company

Die Phillips 66 beinhaltet das abgespaltene und als eigenständige Gesellschaft an die Börse gebrachte Downstream-Geschäft von ConocoPhillips. Der Name leitet sich von der Phillips Petroleum Company und deren Marke „Phillips 66“ ab. Phillips war ein US-amerikanisches Öl- und Gasunternehmen, das am 30. August 2002 mit Conoco zu ConocoPhillips fusionierte.
Das Unternehmen ist außerdem zu 50 % an Chevron Phillips Chemical und zu 49 % an Coop Mineraloel beteiligt.

## Geschichte

### Phillips Petroleum Company (1917–2002)
1917 gründeten L.E. Phillips und sein Bruder Frank Phillips das Unternehmen in Bartlesville, Oklahoma. 1954 entschied der United States Supreme Court in Phillips Petroleum vs. State of Wisconsin, dass die US-Bundesregierung unter dem Natural Gas Act die Preise für Erdgas regulieren sollte.
Im weiteren Verlauf des Jahres 1954 versuchte Mesa Petroleum, Phillips in einer feindlichen Übernahme zu erwerben. Phillips konnte die Unabhängigkeit behaupten, musste dafür aber weitere Schulden aufnehmen. 1969 entdeckte Phillips bei Probebohrungen das erste Nordseeöl im Ekofisk-Feld im norwegischen Sektor.

### Von der ConocoPhillips zur Phillips 66
2002 fusionierte die Phillips Petroleum Company mit Conoco zu ConocoPhillips. Diese gliederte zum 1. Mai 2012 das Endkundengeschäft aus und belebte den alten Markennamen Phillips 66 neu.

## Raffinerien
Phillips 66 ist weltweit an 14 Erdölraffinerien beteiligt.
- Vereinigte Staaten:
  - Alliance (Belle Chasse, Louisiana)
  - Bayway (Linden, New Jersey)
  - Billings (Billings, Montana)
  - Borger (Borger, Texas), Gemeinschaftsunternehmen mit Cenovus Energy
  - Ferndale (Ferndale, Washington)
  - Lake Charles (Westlake, Louisiana)
  - Los Angeles (Carson / Wilmington, Kalifornien)
  - Ponca City (Ponca City, Oklahoma)
  - San Francisco (Arroyo Grande / Rodeo, Kalifornien)
  - Sweeny (Old Ocean, Texas)
  - Wood River (Roxana, Illinois), Gemeinschaftsunternehmen mit Cenovus Energy

- Vereinigtes Königreich:
  - Humber (South Killingholme, North Lincolnshire)

- Deutschland:
  - MiRO (Karlsruhe), Gemeinschaftsunternehmen mit Shell, Esso Deutschland und Rosneft

### Ehemalige Raffinerien
- Irland:
  - Whitegate (Cork), 2016 verkauft an Irving Oil[5]

## Marken

### JET

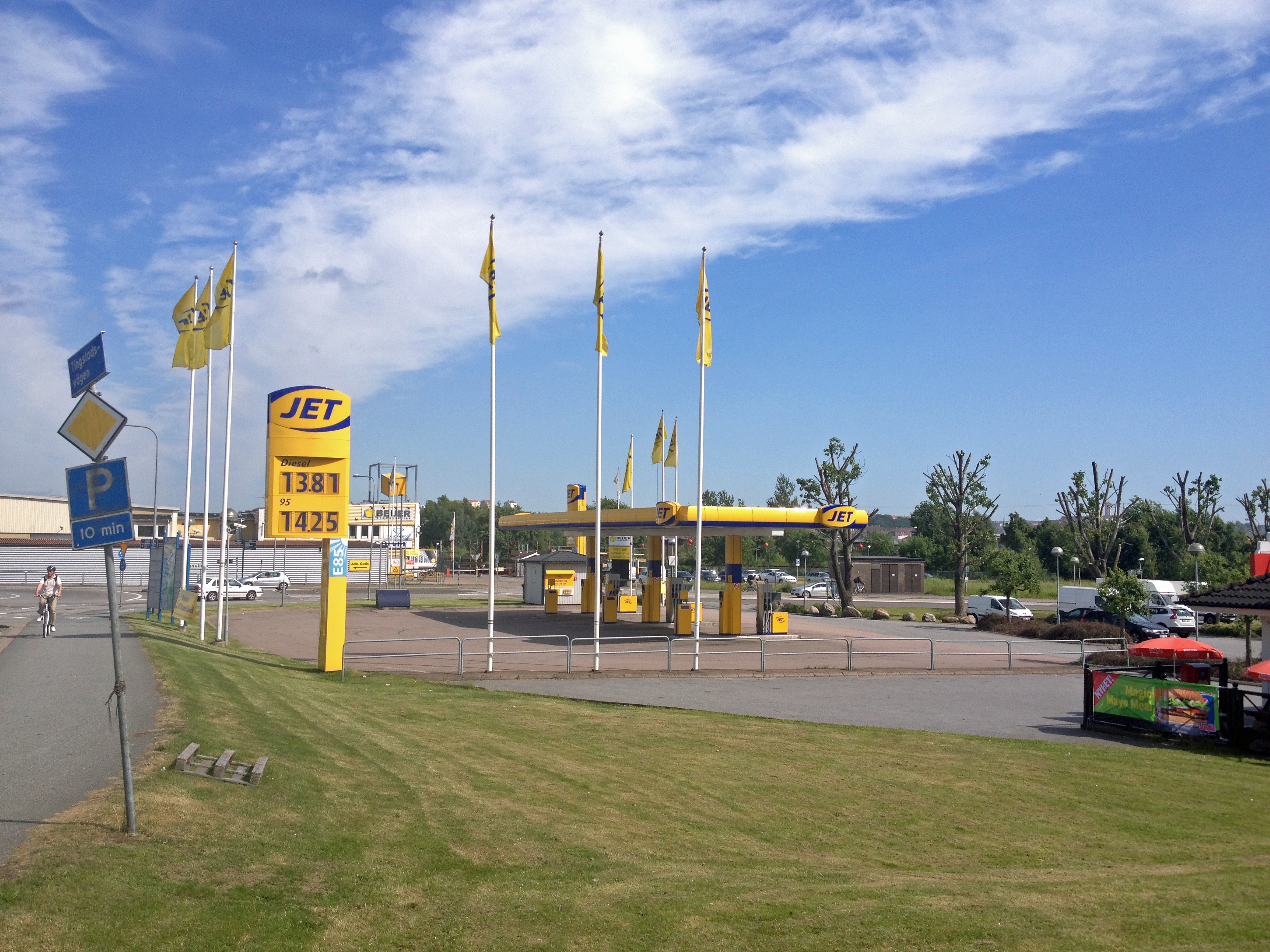
JET-Tankstelle in Schweden

Phillips 66 betreibt weltweit rund 10.000 Tankstellen in den USA, Deutschland, Großbritannien, Österreich und der Schweiz, davon 815 JET-Tankstellen in Deutschland und 154 in Österreich. Ende April 2024 wurde bekannt, dass sich Jet aus Deutschland und Österreich zurückziehen wird und alle Tankstellen zum Verkauf anbietet. Stand April 2025 wurden die Tankstellen weiter unter dem Namen Jet betrieben. 